# Burkinische Fußballnationalmannschaft der Frauen
Die burkinische Fußballnationalmannschaft der Frauen repräsentiert Burkina Faso im internationalen Frauenfußball. Die Mannschaft untersteht der Fédération Burkinabè de Football. Die burkinische Mannschaft konnte sich erstmals für den Afrika-Cup der Frauen 2022 qualifizieren. In der FIFA-Weltrangliste der Frauen wurde die Mannschaft nach ihren ersten Spielen im Jahr 2007 auf dem 126. Platz geführt und konnte sich bis auf Platz 97 im März 2018 verbessern. Aktuell liegt die Mannschaft auf dem 137. Platz.

## Turnierbilanz

### Weltmeisterschaft
Burkina Faso nahm erstmals an der Qualifikation für die WM 2015 teil, die über die Fußball-Afrikameisterschaft der Frauen 2014 lief. Dabei verlor die Mannschaft in der Qualifikation aber zweimal mit 0:3 gegen Ghana. Für den Afrika-Cup 2018, der als Qualifikation für die Weltmeisterschaft 2019 diente, konnten sich die Burkinerinnen auch nicht qualifizieren. In der ersten Qualifikationsrunde trafen sie auf Gambia. Nachdem beide Mannschaften ihr Heimspiel mit 2:1 gewonnen hatten, musste das Elfmeterschießen entscheiden, das die Burkinerinnen mit 3:5 verloren. Für den Afrika-Cup der Frauen 2022, der als Qualifikation für die WM 2023 dient, konnten sie sich dann qualifizieren.
| Jahr | Ergebnis           |
| ---- | ------------------ |
| 1991 | nicht teilgenommen |
| 1995 | nicht teilgenommen |
| 1999 | nicht teilgenommen |
| 2003 | nicht teilgenommen |
| 2007 | nicht teilgenommen |
| 2011 | nicht teilgenommen |
| 2015 | nicht qualifiziert |
| 2019 | nicht qualifiziert |
| 2023 | nicht qualifiziert |

### Afrikameisterschaft
| - 1991 (inoff.): nicht teilgenommen - 1995 (inoff.): nicht teilgenommen - 1998: nicht teilgenommen - 2000: nicht teilgenommen - 2002: nicht teilgenommen | - 2004: nicht teilgenommen - 2006: nicht teilgenommen - 2008: nicht teilgenommen - 2010: nicht teilgenommen - 2012: nicht teilgenommen | - 2014: nicht qualifiziert - 2016: nicht qualifiziert - 2018: nicht qualifiziert - 2022: Vorrunde |

### Olympische Spiele
| - 1996: nicht teilgenommen - 2000: nicht teilgenommen - 2004: nicht teilgenommen - 2008: nicht teilgenommen | - 2012: nicht teilgenommen - 2016: nicht teilgenommen - 2020: nicht teilgenommen - 2024: nicht qualifiziert |

### Afrikaspiele
- 2003: nicht teilgenommen
- 2007: nicht teilgenommen
- 2011: nicht teilgenommen
- 2015: nicht teilgenommen
- 2019: nicht qualifiziert

## Letzte/nächste Spiele
| Datum      | Ergebnis | Gegner        |   | Austragungsort   | Anlass                   | Bemerkungen |
| ---------- | -------- | ------------- | - | ---------------- | ------------------------ | ----------- |
| 16.02.2022 | 6:0      | Guinea-Bissau | A | Bissau (GNB)     | Afrika-Cup-Qualifikation |             |
| 23.02.2022 | 1:0      | Guinea-Bissau | * | Porto-Novo (BEN) | Afrika-Cup-Qualifikation |             |
| 02.07.2022 | -:-      | Marokko       | A | Rabat            | Afrika-Cup-Gruppenspiel  |             |
| 05.07.2022 | -:-      | Senegal       | * | Rabat            | Afrika-Cup-Gruppenspiel  |             |
| 08.07.2022 | -:-      | Uganda        | * | Rabat            | Afrika-Cup-Gruppenspiel  |             |

## Spiele gegen Nationalmannschaften deutschsprachiger Länder
Bisher gab es noch keine Spiele gegen Deutschland, Liechtenstein, Österreich und die Schweiz.